# He was a quiet man
He Was a Quiet Man (en España Parecía un hombre tranquilo y en Hispanoamérica, Él era un hombre reservado o La furia) es una película de 2007, escrita y dirigida por Frank Cappello. Los protagonistas de la película son Christian Slater, Elisha Cuthbert y William H. Macy.

## Argumento
Bob Maconel (Slater) es un oficinista desilusionado que fantasea con matar a sus compañeros de trabajo. Un día, uno de sus colegas ingresa airado a la oficina y dispara a todos allí. Maconel toma el arma que tenía guardada para cometer el mismo crimen y lo mata. Solo hay dos sobrevivientes de la masacre: Maconel y Vanessa Parks (Cuthbert), quien queda tetrapléjica debido a las heridas.
Maconel se transforma en héroe y es nombrado "Vicepresidente de Pensamiento Creativo" con todos los beneficios que ese cargo implica. Mientras tanto, él y Vanessa comienzan una relación sentimental normal. Sin embargo, los demonios del pasado permanecen en la cabeza de Maconel y cree que Vanessa lo abandonará cuando se recupere.
Hacia el final de la película, Macolen pierde el control y decide finalizar lo que su colega comenzó en la oficina. Alucina que está en la misma posición y que sostiene la misma arma que el día de la balacera, solo que esta vez se dispara a sí mismo en frente de Vanessa. En la última escena, Malcone dice: "Debes preguntarte por qué hice lo que hice... Si tan sólo alguien hubiera llegado". Mientras los periodistas entrevistan a sus vecinos, ellos dicen: "Él era un hombre reservado y poco sociable".

## Reparto
- Christian Slater como Bob Maconel.
- Elisha Cuthbert como Vanessa Parks.
- William H. Macy como Gene Shelby.
- Sascha Knopf como Paula.
- Jamison Jones como Scott Harper.
- Michael DeLuise como Detective Sorenson.